# La flor de mi secreto
La flor de mi secreto is een Spaanse filmkomedie uit 1995 onder regie van Pedro Almodóvar.

## Verhaal
Amanda Gris schreef lang goedkope keukenmeidenromannetjes onder de pennennaam Leo Macias. Sedert haar man haar verlaten heeft, kampt ze met een schrijversblok. Een redacteur biedt haar de kans om de boeken van Amanda te recenseren in zijn krant. Op die manier kan ze haar problemen oplossen.

## Rolverdeling
| Acteur           | Personage      |
| ---------------- | -------------- |
| Marisa Paredes   | Leo Macías     |
| Juan Echanove    | Ángel          |
| Carme Elias      | Betty          |
| Rossy de Palma   | Rosa           |
| Chus Lampreave   | Moeder van Leo |
| Kiti Mánver      | Manuela        |
| Joaquín Cortés   | Antonio        |
| Manuela Vargas   | Blanca         |
| Imanol Arias     | Paco           |
| Gloria Muñoz     | Alicia         |
| Juan José Otegui | Tomas          |
| Nancho Novo      | Dokter         |
| Jordi Mollà      | Dokter         |
| Alicia Agut      | Buurvrouw      |
| Marisol Muriel   | Danseres       |

## Ontvangst

### Recensies
Op Rotten Tomatoes geeft 83% van de 24 recensenten de film een positieve recensie, met een gemiddelde score van 6,98/10.  Website Metacritic komt tot een score van 75/100, gebaseerd op 21 recensies, wat staat voor "generally favorable reviews" (over het algemeen gunstige recensies)

### Prijzen en nominaties
De film won 5 prijzen en werd 13 keer genomineerd. Een selectie:
| Jaar | Evenement                  | Categorie                      | Genomineerde                          | Resultaat   |
| ---- | -------------------------- | ------------------------------ | ------------------------------------- | ----------- |
| 1996 | Premios Goya (10de editie) | Beste regisseur                | Pedro Almodóvar                       | Genomineerd |
| 1996 | Premios Goya (10de editie) | Beste actrice                  | Marisa Paredes                        | Genomineerd |
| 1996 | Premios Goya (10de editie) | Beste vrouwelijke bijrol       | Chus Lampreave                        | Genomineerd |
| 1996 | Premios Goya (10de editie) | Beste vrouwelijke bijrol       | Rossy de Palma                        | Genomineerd |
| 1996 | Premios Goya (10de editie) | Beste artdirector              | Wolfgang Burmann                      | Genomineerd |
| 1996 | Premios Goya (10de editie) | Beste geluid                   | Bernardo Menz, Graham V. Hartstone    | Genomineerd |
| 1996 | Premios Goya (10de editie) | Beste grime en haarstijl       | Juan Pedro Hernández, Antonio Panizza | Genomineerd |
| 1996 | Karlsbad (31ste editie)    | Kristallen Bol voor beste film | La flor de mi secreto                 | Genomineerd |
| 1996 | Karlsbad (31ste editie)    | Beste actrice                  | Marisa Paredes                        | Gewonnen    |